# Aporosa planchoniana
Aporosa planchoniana är en emblikaväxtart som beskrevs av Henri Ernest Baillon och Johannes Müller Argoviensis. Aporosa planchoniana ingår i släktet Aporosa och familjen emblikaväxter. Inga underarter finns listade i Catalogue of Life.